# Bremanger
Bremanger é uma comuna da Noruega, com 825 km² de área e 4168 habitantes (censo de 2004).         